# Nemastylis tuitensis
Nemastylis tuitensis är en irisväxtart som först beskrevs av Aarón Rodr. och Ortiz-cat., och fick sitt nu gällande namn av Pierfelice Ravenna. Nemastylis tuitensis ingår i släktet Nemastylis och familjen irisväxter. Inga underarter finns listade i Catalogue of Life.